# Есау Сімпсон
Есау Сімпсон (6 жовтня 1990) — гренадський плавець.
Учасник Олімпійських Ігор 2012 року.